# Liverpool 9–0 Bournemouth
Liverpool 9–0 Bournemouth foi uma partida de futebol, disputada em Anfield, Liverpool, em 27 de agosto de 2022, válida pela quarta rodada da Premier League de 2022–23. O resultado detém o recorde de maior goleada da história da Premier League em conjunto com outros três jogos. Anteriormente, o feito havia sido alcançado pelo Manchester United duas vezes, em 1995 e em 2021, contra o Ipswich Town e o Southampton, respectivamente, e pelo Leicester City, em 2019 também contra o Southampton, só que fora de casa.
Esta partida igualou a maior vitória do Liverpool na primeira divisão inglesa. Eles alcançaram a mesma margem de vitória pela última vez durante a temporada 1989–90 contra o Crystal Palace, na antiga Football League First Division, onde venceram pelo mesmo placar em Anfield. Esta foi também a pior derrota de sempre do Bournemouth na primeira divisão inglesa.

## Antecedentes
Indo para a 4.ª rodada da temporada 2022–23 da Premier League, o Liverpool, que foi vice-campeão na temporada anterior, estava enfrentando seu pior começo de Premier League sob o comando de Jürgen Klopp. Eles empataram com o recém-promovido Fulham e com o Crystal Palace, e depois perderam o North West Derby para o Manchester United. Enquanto isso, apesar de vencer o Aston Villa em casa no dia de abertura, o Bournemouth, que foi promovido da EFL Championship na temporada anterior, estava experimentando um início de temporada igualmente decepcionante com uma vitória e duas derrotas. No entanto, esta situação era esperada para os Cherries, que no início da temporada eram considerados como um dos times que tinham chances de serem rebaixados.

## Pré-partida

### Seleção das equipes
O Liverpool fez uma alteração no time titular que perdeu a partida anterior no Manchester United; o veterano James Milner substituiu o volante brasileiro Fabinho. O zagueiro Virgil van Dijk e o meio-campista Jordan Henderson fizeram sua 200.ª e 400.ª partidas na Premier League, respectivamente.
O Bournemouth fez três mudanças no time que perdeu por 3–0 em casa para o então líder da liga, o Arsenal, com Lewis Cook, Ryan Christie e Jaidon Anthony entrando no time titular.

### Homenagem e tributo a Olivia Pratt-Korbel
Aos 9 minutos da partida, com o Liverpool vencendo por 2–0, começaram os aplausos de um minuto, em homenagem a Olivia Pratt-Korbel, de nove anos: uma menina de Liverpool que foi morta por um invasor em sua própria casa. Este foi o primeiro jogo disputado pelo Liverpool desde o tiroteio. Dois dias antes do jogo em uma conferência de imprensa, o técnico Klopp descreveu o assassinato como "uma tragédia" antes de dizer: "Se pudermos ajudar, nós o faremos". No dia da partida, Klopp escreveu em suas notas de programa: "Nove anos? Como isso pode acontecer? Como isso é possível? Não consigo compreendê-lo e quanto mais penso nisso, mais difícil se torna de entender que isso possa acontecer em uma cidade tão especial como esta, onde as pessoas cuidam umas das outras e se unem, faz ainda menos sentido. Gostaria de transmitir as condolências de todos do Liverpool à família de Olivia. Eles estão em meus pensamentos e orações."
Após a partida, o capitão do Liverpool, Jordan Henderson, tirou a camisa com um colete por baixo com o slogan: "RIP Olivia YNWA" (em português, "Descanse em paz, Olivia, você nunca andará sozinha"). Mais tarde naquela noite, ele então twittou "Esse gol foi para a Olivia".

## Partida

### Sumário
O Liverpool teve um começo perfeito, com dois gols nos primeiros seis minutos de jogo. Luis Díaz de cabeça marcou o primeiro gol, e Harvey Elliott marcou o segundo com um chute sublime de fora da área, o seu primeiro gol na Premier League. O lateral Trent Alexander-Arnold acertou um chute de longa distância no canto superior, sendo esses três gols assistidos por Roberto Firmino. O atacante brasileiro passou da assistência ao gol na marca de meia hora de jogo, quando converteu acrobaticamente um chute de dentro da área, e Virgil van Dijk cabeceou para fazer o quinto num cruzamento de escanteio – tudo isso antes do intervalo. A situação foi de mal a pior para os homens de Scott Parker no primeiro minuto do segundo tempo, quando Chris Mepham se esticou para desviar a bola para sua própria rede e, minutos depois, Firmino empurrou para o gol para marcar o sétimo da tarde, após um feliz desvio no defensor. Fábio Carvalho, contratação de verão dos Reds, fez o voleio a oito minutos do fim para o oitavo gol e o ala colombiano Diaz cabeceou para fazer o nono e completar uma vitória incrível e histórica. Os Reds fizeram um total de 19 chutes a gol, 12 dos quais foram no alvo – com um recorde conjutno de nove chutes terminando no fundo da rede. Para o Bournemouth, a goleada foi sua terceira derrota consecutiva no campeonato sem marcar um gol depois de vencer o Aston Villa no jogo de abertura.

### Detalhes
| 27 de agosto | Liverpool | 9–0    | Bournemouth | Anfield, Liverpool                      |
| 15:00 BST    | Díaz 3', 85' · Elliott 6' · Alexander-Arnold 28' · Firmino 31', 62' · Van Dijk 45' · Mepham 46' (g.c.) · Fábio Carvalho 80' | Súmula |             | Público: 53,328 Árbitro: Stuart Attwell |

| Liverpool | Bournemouth |

| Árbitros auxiliares - Bandeirinhas: - Marc Perry - James Mainwaring - Quarto árbitro: - Matt Donohue - Árbitro assistente de vídeo: - Craig Pawson - Árbitro assistente do árbitro de vídeo: - Timothy Wood | Regras da partida - 90 minutos - Sem prorrogação ou pênaltis - Nove substitutos nomeados, dos quais no máximo cinco podem ser usados |